# 황은하
황은하(1979년 2월 12일 ~ )는 대한민국의 배우이다.

## 학력
- 단국대학교 연극영화과

## 드라마
- 1997년 KBS2 일요아침드라마 《행복한 아침》 - 원강이 역
- 1998년 KBS2 미니시리즈 《천사의 키스》 - 오신혜 역
- 1999년 KBS1 TV소설 《당신》
- 2000년 KBS2 수목드라마 《천둥소리》 - 김씨 역
- 2001년 KBS1 TV소설 《매화연가》 - 미령 역
- 2005년 MBC 아침드라마 《김약국의 딸들》 - 연나라 역
- 2006년 KBS2 수목드라마 《황진이》 - 이씨조선 왕 하성군 마누라역